# Västergötlands runinskrifter 22
Västergötlands runinskrifter 22 är en vikingatida runristad gravhäll av kalksten som står rest på Häggesleds kyrkogård i Häggesleds socken och Lidköpings kommun. Stenen är 0,7 gånger 0,5 meter stor och 8 centimeter tjock. Runhöjden är cirka 10 centimeter. Stenen har sannolikt utgjort ena gavelhällen i en gravkista av Husabytyp, där Vg 21 har utgjort den andra. Vg 21 är försvunnen medan Vg 22 står rest på kyrkogården 25 meter om västra ingången till  Häggesleds kyrka.

## Inskriften
Translitterering av runraden:
kala × faþuʀ × sin × kuþ × ...
Normalisering till runsvenska:
Kala/Kalla, faður sinn. Guð ...
Översättning till nusvenska:
Kale, sin fader. Gud ...
Ristningarna på Vg 21 och Vg 22 tillsammans läses "Holmfast lade stenen över Kale, sin fader. Gud ...".